# Vado (Nuovo Messico)
Vado è un census-designated place (CDP) degli Stati Uniti d'America della contea di Doña Ana nello Stato del Nuovo Messico. La popolazione era di 3 194 abitanti al censimento del 2010. Fa parte dell'area metropolitana di Las Cruces.

## Geografia fisica
Vado è situata a 32°07′45″N 106°39′04″W (32.129233, -106.651006).
Secondo lo United States Census Bureau, il CDP ha una superficie totale di 7,72 km², dei quali 7,72 km² di territorio e 0 km² di acque interne (0% del totale).

## Società

### Evoluzione demografica
Secondo il censimento del 2010, la popolazione era di 3 194 abitanti.

### Etnie e minoranze straniere
Secondo il censimento del 2010, la composizione etnica del CDP era formata dal 61,15% di bianchi, lo 0,88% di afroamericani, lo 0,72% di nativi americani, lo 0,19% di asiatici, lo 0% di oceanici, il 33,84% di altre razze, e il 3,22% di due o più etnie. Ispanici o latinos di qualunque razza erano il 95,49% della popolazione.